# دان ماثيوز
دان ماثيوز (بالإنجليزية: Dan Mathews)‏ هو كاتب أمريكي، ولد في 25 أكتوبر 1964 في شاطئ نيوبورت في الولايات المتحدة.